# Gola maja
Gola maja (španjolski: La maja desnuda) je jedna od najpoznatijih slika Francisca Goye. Nije poznato kad je točno Goya načinio sliku, ali većina procjena ju datira između 1797. i 1800. godine, premda je neki datiraju čak u 1792. godinu. U svakom slučaju, to je "prvi, u prirodnoj veličini potpuno profani ženski akt u zapadnjačkoj umjetnosti", bez pretenzija na alegorijski ili mitološki smisao.

## Povijest
Prvi zabilježeni vlasnik slike bio je tadašnji španjolski premijer, Manuel de Godoy y Álvarez de Farie, što dovodi do nagađanja da bi žena sa slike mogla biti njegova ljubavnica, Pepita Tudo od Castillo Fiele. No, drugi misle da je riječ o vojvotkinji od Albe, s kojom se vjeruje da je Goya imao aferu. Nijedna teorija nije potvrđena, te je vjerojatnije da slika predstavljaju idealizirani kompozit dvaju ljepotica.
Goya je kasnije naslikao potpuno indentičan rad pod nazivom La maja vestida, tj. „Odjevena maja“, koja je gotovo identična kopija slike „Gola maja”. Slike se razlikuju samo po tome što je žena na jednoj gola, a na drugoj obučena, što sama imena slika govore. „Odjevena maja” se također čuva u muzeju Prado i nalazi se pored „Gole Maje”.
Slike nikad nisu javno izložene tijekom Goyinog života i bile su u vlasništvu obitelji Godoy do 1808. godine, kada je cjelokupno vlasništvo obitelji Godoy zaplijenio kralj Ferdinand VII. nakon pada s vlasti i progonstva, a 1813. godine Španjolska inkvizicija je oduzela oba djela kao "opscena", vraćajući ih tek 1836. godine Akademiji likovnih umjetnosti San Fernando u Madridu. Goya je 1815. godine bio doveden pred španjolsku inkviziciju koja je smatrala kako je slika nemoralna i pokušali su pronaći tko je naručio od slikara da napravi golu sliku. Rezultat njihovog istraživanja je nepoznat. Sliku je preuzeo Muzej Prado u Madridu 1910. godine i tamo je do danas.

## Odlike
Kao što njeno ime sugerira, predmet slike je gola žena koja poput Venere, rimske božice ljepote i plodnosti, svojim tijelom osvjetljava mračni ambijent. Njezino tajanstveno lice i položaj tijela samo nam još više potvrđuju da je riječ o istinskom primjeru ženske ljepote u punom smislu riječi. Elegancija, opuštenost i zavodnički pogled dominantnije su komponente njenog tijela, dok su obline stavljene u drugi plan. Ona ne prikazuje nikakvu klasičnu ljepotu, ne imitira neku božicu ili mitološko biće, nego je prikaz obične gole žene koja leži na šezlongu. Prikazana je realno, kako leži zavodljivo na šezlongu. Njezine ruke su podignute iza glave, ima blagi osmijeh, a obrazi su primjetno rumeni, blistavi, roza. Njezino tijelo se naginje prema gledatelju. Slika je pomalo neobična po tome što su stidne dlake prikazane. U većini zapadnih klasičnih slika do tog vremena, stidne dlake nisu bile prikazivane. Čitav svjetlosni fokus slike, jako svjetlo, je na samoj golotinji žene i površini kauča, čime se pokazuje važnost subjekta slike. Pozadina slike je uglavnom tamna i ne pokazuje nikakve druge predmete osim zida, dakle u potpunom je kontrastu sa ženom.
Može se reći da je ova slika prekretnica španjolske umjetnosti jer se po uzoru na nju stvaraju mnogi portreti potpuno golih tijela. Zahvaljujući Goyinom proširivanju slikarskih vidika i motiva, slikari se počinju suprotstavljati nametnutim dogmama tadašnje vlasti.